# گورستان هلو کله پشت
قبرستان هلو کله پشت مربوط به هزاره اول قبل از میلاد است و در شهرستان رودسر، بخش چابکسر، دهستان سیاهکلرود، جنوب روستای نهارخورلات واقع شده و این اثر در تاریخ ۲۷ اسفند ۱۳۸۶ با شمارهٔ ثبت ۲۲۵۲۸ به‌عنوان یکی از آثار ملی ایران به ثبت رسیده‌است. تنهایک دامدار  بومی (بزرگ زاده حسن) در محوطه پایین دست این قبرستان سکونت و مشغول نگهداری و پرورش دام می باشند.